# Jødisk exodus fra arabiske lande til Israel
Den jødiske exodus fra arabiske lande til Israel (hebraisk: יציאת יהודים ממדינות ערב, Yetziat yehudim mi-medinot Arav; arabisk: هجرة اليهود من الأراضي العربية Hijrat al-Yahud min al-arad' al-Arabiya) var en masseflugt og -deportation af jøder, overvejende med sefardisk og Mizrahi baggrund, fra arabiske og muslimske lande, fra 1948 til begyndelsen af 1970-erne. Selv om jøder var begyndt at forlade samfundene i Mellemøsten og Nordafrika allerede i slutningen af 1800-tallet og flygte i større antal fra en del arabiske lande i 1930-erne og begyndelsen af 1940-erne, blev migrationen ikke af nogen større betydning før end under Den arabisk-israelske krig 1948.
Fra 1948 til begyndelsen af 1970-erne forlod mellem 800.000–1.000.000 jøder deres hjem i den arabiske verden for at flygte, eller de blev deporterede. 260.000 af dem nåede Israel mellem 1948 og 1951, 600.000 frem til 1972. Libanon var det eneste arabiske land, som så en stigning i sin jødiske befolkning efter 1948, hvilket skyldtes en indvandring fra andre arabiske lande. I 1970-erne mindskedes de jødiske samfund i Libanon der imod på grund af fjendtlighed under den libanesiske borgerkrig. År 2002 udgjorde jøder fra arabiske lande og deres børn næsten halvdelen af Israels daværende befolkning.
Der fandtes flere årsager til de store flyttestrømme: I de muslimske lande, som jøder flygtede fra, fandtes en antisemitisme, politisk instabilitet og udelukkelse af jøder fra samfundslivet. Samtidig lokkede i Israel idéen om et jødisk land. Den arabiske nationalisme drev mange jøder ud af de arabiske lande, og mange regimer ville fremstille den jødiske udelukkelse fra samfundslivet som et folkeligt svar på den palæstinensiske flugt fra Israel. I Libyen flyttede de fleste jøder i 1951, mens de tilbageværende fik deres medborgerskab ophævet i 1961, og de sidste tilbageværende jøder evakueredes under seksdageskrigen. Jøderne i Yemen og Aden evakueredes for størstedelens vedkommende i 1949 og 1950 på grund af frygt for deres sikkerhed. Irakiske jøder opfordredes til at forlade landet af den irakiske regering. De egyptiske jøder begyndte at flygte i 1948, og de tilbageværende blev udvist i 1956. I Algeriet fratoges jøderne deres medborgerskab og flyttede til Frankrig eller Israel. I Marokko bevirkede pogromer i 1948 begyndelsen til udvandringen, men størstedelen af det jødiske samfund flyttede i 1960-erne. Den ejendom, som jøderne ejede, blev solgt, beslaglagt eller smuglet ud af de lande, som de forlod.